# Christoffelberg
Christoffelberg albo Sint-Christoffelberg – najwyższe wzniesienie Curaçao – holenderskiego terytorium autonomicznego na Karaibach. Wysokość – 372 metrów n.p.m. Położone w północno-zachodniej części wyspy, w parku narodowym Christoffel.